# كين جي
كين جي (بالإنجليزية: Ken Gee)‏ هو قاضي أسترالي، ولد في 1915، وتوفي في 20 يناير 2008.